# 2 janvier dans les chemins de fer
2 décembre 2 février
Chronologies thématiques
- Croisades
- Sports
- Disney

Cette page concerne les événements qui se sont déroulés un 2 janvier dans les chemins de fer.

## Événements

### XIXesiècle
- 1861 : France-Allemagne : mise en service de la ligne Strasbourg - Kehl.
- 1893 : Amérique du Nord : mise en place des General Railroad Timepiece Standards sous la conduite de Webb C. Ball. Voir Chronomètre de chemin de fer.

### XXesiècle
- 1905 : France. Ouverture de la ligne Wesserling - Kruth (5 km), troisième tronçon de la ligne Mulhouse - Lutterbach - Cernay - Thann - Kruth totalisant 38 km (Alsace, Haut-Rhin).
- 1983 : Venezuela : mise en service du premier tronçon de 6,9 km de la ligne 1 du métro de Caracas.

### XXIesiècle
- 2001. France : mise en service des deux premières lignes du tramway de Lyon d'une longueur totale de 18,7 km.
- 2002 : États-Unis, l'Iowa Interstate Railroad fait circuler son premier train-bloc à charbon sur la Chicago, Milwaukee, St. Paul and Pacific Railroad à destination d'Amana.
- 2012 : France, les trains Corail, Intercités, Téoz et Lunéa fusionnent et donnent naissance aux Intercités.

## Naissances
- 1826 : Algernon Sidney Buford, président de la Richmond and Danville Railroad.
- 1826 : Henry Morrison Flagler, grand visionnaire et bâtisseur de la Florida East Coast Railway.